# テトラヨージド水銀(II)酸カリウム
テトラヨージド水銀(II)酸カリウム（テトラヨージドすいぎん に さんカリウム、英: potassium tetraiodomercurate(II)）は、カリウムカチオンとテトラヨージド水銀(II)酸アニオンからなる錯体である。主にアンモニアを検出するために、0.09 mol/Lのテトラヨージド水銀(II)酸カリウム水溶液と2.5 mol/Lの水酸化カリウム水溶液の混合物、いわゆるネスラー試薬として使われる。

## 概要
ヨウ化水銀(II)を濃厚なヨウ化カリウム水溶液に溶解し、濃縮すると淡黄色の二水和物 K2][HgI4]・2H2O が析出する。
{\displaystyle {\ce {{2KI}+ HgI2 -> K2[HgI4]}}}
ヨウ化カリウム水溶液やエタノールに溶けやすく、水では分解してヨウ化水銀(II)を沈殿する。水銀(II)イオン Hg2+ はソフトなイオンで、ヨウ化物イオンと錯体を形成しやすく、水溶液中での錯生成定数は 5.6 × 1029 に及ぶ。
{\displaystyle {\ce {{Hg^{2+}}+4I^{-}\ \rightleftarrows \ {[HgI4]^{2-}}\ ,{\mathit {K}}={\frac {[HgI4]^{2-}}{[Hg^{2+}][I^{-}]^{4}}}}}}
テトラヨージド水銀(II)酸イオンは正四面体型構造をとる。テトラヨージド水銀(II)酸カリウム水溶液に硝酸銀(I)や硫酸銅(II)水溶液を加えると、それぞれ淡黄色の銀塩 Ag2[HgI4]、赤色の銅(I)塩（還元反応を伴う）Cu2[HgI4] の沈殿を生ずる。

## ネスラー試薬

テトラヨージド水銀(II)酸アニオン

この名前はユリウス・ネスラーにちなみ、アンモニアを含む試料に滴下すると黄色に呈色する。より高い濃度では褐色の沈殿が生じる。スポットテストとしての感度は、試料2 μL中アンモニア約0.3 μgである。
{\displaystyle {\ce {{NH4^{+}}+{2[HgI4]^{2-}}+4OH^{-}->HgO\cdot {Hg(NH2)I}+{7I^{-}}+3H2O}}}
ネスラー試薬は一般に、ヨウ化カリウムと塩化水銀(II)から調製される。濃ヨウ化カリウム水溶液に、ヨウ化水銀(II)の沈殿が溶け残るまで熱濃塩化水銀(II)水溶液を加える。その後濾過し、水酸化カリウムと少量の塩化水銀(II)水溶液を加える。得られた溶液を冷却した後、必要な濃度に希釈する。ネスラー試薬はネスラー管で使われることもある。